# カリン・エンケ
カリン・エンケ（Karin Enke, 1961年6月21日 - ）は、ドイツ民主共和国（東ドイツ）出身の女子スピードスケート選手、フィギュアスケート選手。カリン・ブッシュ (Karin Busch)、カリン・カニア (Karin Kania)、カリン・エンケ＝リヒター (Karin Enke-Richter) という名前でも試合に出場していた。1980年代の最も優れたスピードスケーターの一人である。

## 経歴
ドレスデンに生まれ、「SCアインハイト・ドレスデン」（SC Einheit Dresden, 現在はドレスデンスケート協会／Eislauf-Verein Dresden）というクラブに所属するフィギュアスケーターとしてそのキャリアをスタートさせた。1976年と1977年の東ドイツフィギュアスケート選手権でともに3位、東ドイツ代表として1977年のヨーロッパフィギュアスケート選手権で9位となり、その後スピードスケートに転向した。
早々と頭角を現し1980年のレークプラシッドオリンピックでは500mで優勝した。その後あらゆる種目を支配し、全4種目で優勝候補と目されたサラエボオリンピックでは金メダル2個と銀メダル2個を獲得した。ワールドカップでは通算21勝しているが、総合優勝は1985 - 1986シーズンに1000mを制したのみである。世界記録は総合で3回、500mが1回、1000mが2回、1500mが3回、3000mが1回ののべ10回更新した。1987 - 1988シーズン終了後に現役を引退した。
1981年に結婚し、1981 - 1982シーズンは「カリン・ブッシュ」の名前で戦った。この結婚は長続きせず、1982 - 1983シーズンと翌シーズンは再び「カリン・エンケ」に戻った。彼女を長く指導したトレーナーのルドルフ・カニアと1984年に再婚した後は、引退まで「カリン・カニア」となった。引退後二度目の離婚と再婚を経て「カリン・エンケ・リヒター」となった。混乱を避けるため、「エンケ」の姓を結婚後も名前の一部として使っていた。

## ドーピング疑惑
2010年1月3日、ベルリン大学のスポーツ史研究者であるギゼルヘア・シュピッツァー (Giselher Spitzer) は、オランダのテレビドキュメンタリー番組『Andere Tijden』で、エンケのドーピング疑惑を明かした。シュピッツァーの主張は、この番組の中で紹介されたシュタージの文書に基づく。
[Dem Arzt] war bekannt, dass Karin ENKE zu den Olympischen Spielen zu den ausgewählten Athleten gehörte, die mit erheblichen Mengen Testosteron und gleichzeitigen Gegenspritzen von Epitestosteron auf ihre Wettkämpfe vorbereitet würden.
（オリンピックでのカリン・エンケが、テストステロンとエピテストステロンの測定が準備された選手の一人だったことを、医師は把握している）

## 自己記録
| 種目  | 記録      | 日時          | 場所       |
| ----- | --------- | ------------- | ---------- |
| 500m  | 39秒24    | 1988年2月22日 | カルガリー |
| 1000m | 1分17秒70 | 1988年2月26日 | カルガリー |
| 1500m | 1分59秒30 | 1986年3月22日 | アルマアタ |
| 3000m | 4分17秒76 | 1987年12月5日 | カルガリー |
| 5000m | 7分39秒82 | 1986年3月22日 | アルマアタ |